# Трилби (Флорида)
Трилби (енгл. Trilby) насељено је место без административног статуса у америчкој савезној држави Флорида.

## Демографија
По попису из 2010. године број становника је 419.
| Група             | 2000.    | 2010.       |
| Белци             | 0 (0,0%) | 237 (56,6%) |
| Афроамериканци    | 0 (0,0%) | 127 (30,3%) |
| Азијати           | 0 (0,0%) | 0 (0,0%)    |
| Хиспаноамериканци | 0 (0,0%) | 48 (11,5%)  |
| Укупно            | 0        | 419         |